# Aguriahana deviata
Aguriahana deviata är en insektsart som beskrevs av Irena Dworakowska 1982. Aguriahana deviata ingår i släktet Aguriahana och familjen dvärgstritar. Inga underarter finns listade i Catalogue of Life.